# Wertschöpfungsteuer
Als Ersatz der Gewerbesteuer wird seit langem die kommunale Wertschöpfungsteuer vorgeschlagen. Sie erfasst die bei der örtlichen Produktion entstehenden Einkommen. Eine gleichmäßige Besteuerung der lokalen Wertschöpfung erfordert die Einbeziehung der freien Berufe und der staatlichen Einrichtungen. Bei Abschaffung der Grundsteuer könnten auch die Land- und Wohnungswirtschaft einbezogen werden. Als Objektsteuer weist die Wertschöpfungsteuer einen proportionalen Steuersatz auf, der wegen der breiten Bemessungsgrundlage relativ niedrig sein kann (2,5 – 3 %). Um die kommunale Finanzautonomie zu gewährleisten und zu vertiefen, soll den Gemeinden ein Hebesatzrecht eingeräumt werden.
Die Wertschöpfungsteuer weist eine Reihe von Eigenschaften auf, die sie als Kommunalsteuer besonders qualifizieren. Sie beteiligt die Gemeinden gleichmäßig an der lokalen Wirtschaftskraft, die in der Wertschöpfung zum Ausdruck kommt. Im Sinne des Äquivalenzprinzips und des Interessenausgleichs finanzieren die Unternehmen auf diese Weise die kommunalen Leistungen, von denen sie als Gruppe profitieren. Da der Kreis der Steuerpflichtigen und die Bemessungsgrundlage erweitert werden, führt die Wertschöpfungsteuer im Vergleich zur Gewerbesteuer zu einer gleichmäßigeren Verteilung des Aufkommens. Verbessert wird auch die Stabilität des Steueraufkommens im Konjunkturverlauf. Gesamtwirtschaftlich entspricht die Wertschöpfung dem Sozialprodukt, so dass die Einnahmen der Gemeinden nicht mehr stärker schwanken als die wirtschaftliche Aktivität.
Ein weiterer Vorteil der Wertschöpfungsteuer ist ihre hohe Wettbewerbsneutralität. Wettbewerbsverzerrungen auf nationaler Ebene treten kaum noch auf, soweit alle Unternehmen gleichmäßig zur Finanzierung der kommunalen Leistungen herangezogen werden. Zudem ist die Wertschöpfungsteuer neutral bezüglich des Einsatzes der Produktionsfaktoren. Allerdings kann – wie bei der Gewerbesteuer – eine Freistellung der Exporte nicht vorgenommen werden, so dass die deutschen Anbieter im internationalen Wettbewerb weiterhin benachteiligt erscheinen. Andererseits erfordert die gesamtwirtschaftliche Effizienz auch die Belastung der Unternehmen mit zurechenbaren Infrastrukturkosten. Insofern liegt hier ein Konflikt zwischen wettbewerbspolitischen Zielen und den Prinzipien der fiskalischen Äquivalenz und des Interessenausgleichs vor. Die Freistellung der in den Exporten enthaltenen Wertschöpfung dient so gesehen weniger der Neutralität der Besteuerung als der verdeckten Exportförderung. Im Übrigen muss jede Steuererleichterung für die Exportwirtschaft bei konstantem Steueraufkommen durch eine höhere direkte oder indirekte Belastung der übrigen Unternehmen erkauft werden.
Mit dem Konzept der Wertschöpfungsteuer verwandt ist die Wertschöpfungsabgabe, die ebenfalls die Wertschöpfung als Bemessungsgrundlage verwendet, aber zur Finanzierung der Sozialversicherungen vorgeschlagen wird.